# 沃莱讷昂艾
沃莱讷昂艾（法語：Velaine-en-Haye，法語發音：[vəlɛn ɑ̃ ɛ]）是法国默尔特-摩泽尔省的一个旧市镇，位于该省西南部，属于图勒区。2019年1月1日，沃莱讷昂艾与市镇塞克塞莱布瓦合并为新市镇布瓦德艾，沃莱讷昂艾为新市镇行政中心。

## 地名
“沃莱讷昂艾”（Velaine-en-Haye）一名在法语中意为“艾森林中的沃莱讷”。

## 地理
沃莱讷昂艾（48°42'10"N, 6°1'16"E）面积17.87 平方千米，位于法国大東部大區默尔特-摩泽尔省，该省份为法国东北部内陆省份，是洛林的一部分，北邻比利时、卢森堡，北起顺时针与摩泽尔省、下莱茵省、孚日省和默兹省接壤。
与沃莱讷昂艾接壤的市镇（或旧市镇、城区）包括：尚皮尼厄勒、摩泽尔河畔丰特努瓦、贡德勒维尔、利韦丹、马龙、塞克塞莱布瓦。
沃莱讷昂艾的时区为UTC+01:00、UTC+02:00（夏令时）。

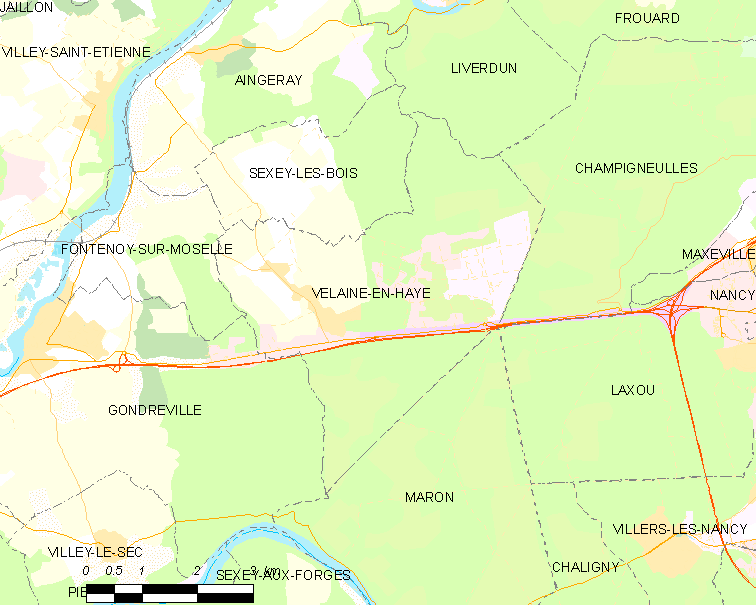
沃莱讷昂艾的OSM定位图

## 行政
沃莱讷昂艾的邮政编码为54840，INSEE市镇编码为54557。

## 政治
沃莱讷昂艾所属的省级选区为北图卢瓦县。

## 人口

1962-2008年间沃莱讷昂艾人口变化图示

沃莱讷昂艾于2018年1月1日时的人口数量为1900人。